# Smocze jajo (głaz narzutowy)
Głaz narzutowy „Smocze jajo” – głaz narzutowy położony w Polsce, w województwie pomorskim, w powiecie słupskim, w gminie Dębnica Kaszubska, w obrębie ewidencyjnym Niemczewo-Goszczyno, w obszarze mezoregionu Wysoczyzna Polanowska.
Pomnikiem przyrody nieożywionej ustanowiony został Orzeczeniem nr 8/194 Prezydium Wojewódzkiej Rady Narodowej w Koszalinie o uznaniu za pomnik przyrody z dnia 20 października 1971 r. Po reformie administracyjnej w 1975 potwierdzony Ogłoszeniem Wojewody Słupskiego z dnia 4 grudnia 1978 r. o stanie pomników przyrody województwa słupskiego. W rejestrze pomników przyrody województwa słupskiego wpisany został pod numerem 56.

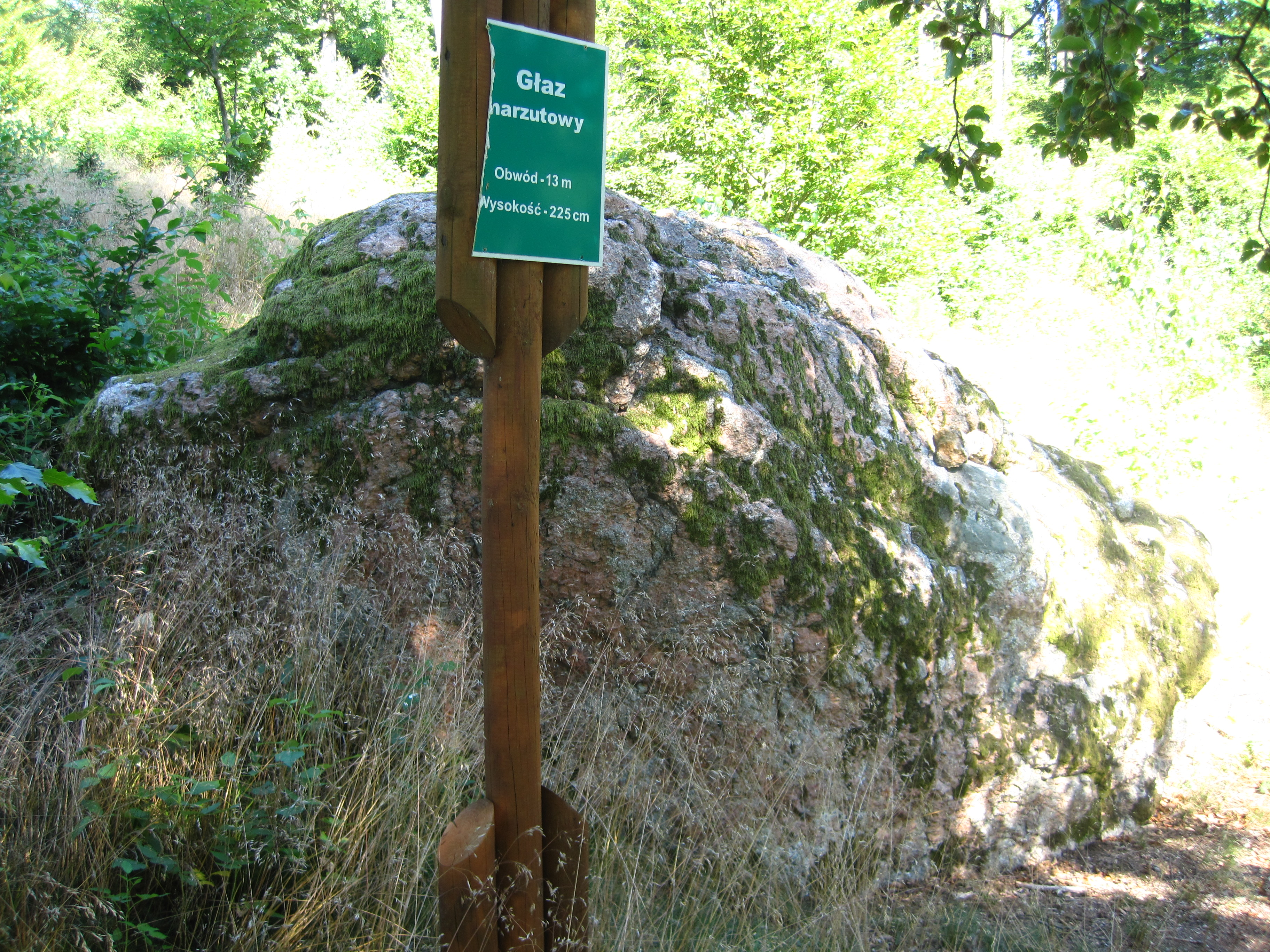
Tabliczka informacyjna przed głazem

Pomnik znajduje się na gruntach Nadleśnictwa Leśny Dwór, w obrębie leśnym Skarszów, w obszarze leśnictwa Gałęźnia, w granicach Parku Krajobrazowego „Dolina Słupi”, a jednocześnie w obszarze specjalnej ochrony ptaków „Dolina Słupi” (PLB220002) w ramach sieci Natura 2000. Leży w odległości około 1,2 km na południowy wschód od zabudowań osady Goszczyno oraz około 0,8 km na północny zachód od zabudowań wsi Gałąźnia Wielka w gminie Kołczygłowy. Jest jedynym pomnikiem przyrody nieożywionej na obszarze nadleśnictwa (stan na 01.01.2017), parku krajobrazowego (stan na 2017) i gminy Dębnica Kaszubska (stan na 2008).
Głaz zbudowany jest z granitognejsu. Jest częściowo zakopany w gruncie. Ma 2,25 m wysokości i 13 m obwodu.
Pomnik nie został nazwany w orzeczeniu ustanawiającym. Nazwa „Smocze jajo” pojawiła się później, w dokumentach i wydawnictwach Urzędu Gminy Dębnica Kaszubska oraz Parku Krajobrazowego „Dolina Słupi”.